# 日野麻衣
日野 麻衣（ひの まい、1994年12月30日 - ）は、日本のグラビアアイドル、タレント、YouTuber。所属事務所はホリプロ。2012年から2022年までお笑いコンビ「しーくいーん」としても活動していた。

## 略歴
- Girl〈s〉ACTRYのメンバー（2期生）。
- ミスヤングチャンピオン2011セミファイナリスト。
- 「Pure Smile」でアマゾンDVDランキング2位を獲得。
- 2013年、日テレジェニック2013に6位で選出[3][4][5][6]。
- 2013年12月30日、アイドル☆リーグ!4期生として出演。
- 2016年4月、世界睡眠会議の睡眠研究部の一員になる[7]。
- 2016年5月、「アッコにおまかせ!」にアシスタントとして隔週で出演。
- 2018年10月12日、しーくいーんとして千葉市動物公園のPR大使「特任広報宣伝部長」に就任[8]。
- 2019年1月、ホリプロ女子フットサルチーム「XANADU」に加入[9]。

## 人物
- キャッチフレーズは、うさぎになりたいまいぴょんこと日野麻衣です。
- 元々AKB48に入りたく、AKBのメンバーが所属している事務所を調べた上で選んだのが、板野友美らが入っているホリプロだった[10]。
- 特技はクラシックバレエ。3歳から11年間やっていた。そのため、体が柔らかいという[11]。
- 2014年10月運転免許取得[12]。

## 作品

### イメージDVD
- Pure Smile（2012年11月24日、竹書房）
- まいめもりー（2013年4月24日、イーネット・フロンティア）
- まいどりーむ（2013年8月20日、ラインコミュニケーションズ）
- 日テレジェニック2013（2013年11月27日、バップ）
- まいぴょんと一緒!（2014年5月23日、リバプール)
- あま〜い（2016年6月24日、竹書房）[13][14][15][16] - Blu-ray版も同時発売
- I my me mine（2017年12月30日、ファインクリエイト）
- マイ・ウェイ（2018年5月1日、ファインクリエイト）
- oh! my honey（2019年12月30日、ファインクリエイト）
- oh! my honey -Second season-（2020年6月3日、ファインクリエイト）[17]
- My memories～夏の記憶～ （2021年10月26日、エアーコントロール）
- 舞い戻る想い（2022年11月28日、NON STYLE）[18]

### 一般DVD
- 伊集院光のてれび 完全版 VRDK（ピュア編） 第1回ありそうでない店名チキンレース!（2016年5月18日発売、ポニーキャニオン）
- 島田秀平の恐怖世界～絶叫編～（2017年7月4日発売、ハピネット）

### CD
- アイドル☆リーグ! 1st Album 麹町南大会議室（2014年2月26日発売、アミュージックパーティー）

## 出演

### 映画
- バイオレンスアクション（2022年8月19日公開、ソニー・ピクチャーズ エンタテインメント）監督:瑠東東一郎 - アイドル 希海役[19][20]

### バラエティ番組
- G・A☆days（2010年7月 - TOKYO MX）
- U.M.U〜アイドルお取り寄せ大使（2010年11月 - TOKYO MX）
- 女神降臨 #59（2012年12月21日、MONDO TV）[21]
- ちょこっとアイドル育成 バラエティ スタート・スター スタートスター（2012年12月30日 - 2013年3月、テレビ東京） - レギュラー出演
- アイドルの穴2013〜日テレジェニックを探せ！〜（2013年7月 - 9月、日本テレビ）
- 夜遊び三姉妹（2013年12月 - 、NOTTV）
- アイドル☆リーグ!（2013年12月30日 - 2014年3月21日、NOTTV） - 4期生
- アッコにおまかせ!（2016年5月15日 - 、TBS） - アシスタント
- 絶対に行ってはいけない場所で恐怖儀式（BSテレ東）
  - 旧日本軍軍事施設跡 前編（2016年7月5日）
  - 旧日本軍軍事施設跡 中編（2016年7月12日）
  - 旧日本軍軍事施設跡 後編（2016年7月26日）
- ニュース女子（2017年5月29日、TOKYO MX）
- 女流雀士 プロアマNo.1決定戦 てんパイクイーン （テレ朝チャンネル2）
  - シーズン3（2017年11月24日 - 2018年3月30日） - アシスタント出演
  - シーズン4（2018年11月16日 - 2019年3月22日） - アシスタント・雀士出演
  - シーズン6（2020年11月27日 - 2021年3月27日） - アシスタント・雀士出演
  - シーズン7（2021年11月19日 - 2022年3月26日） - アシスタント・雀士出演
  - シーズン8（2022年11月25日 - 2023年3月17日） - アシスタント・雀士出演
  - シーズン9（2023年11月17日 - 2024年3月22日） - アシスタント・雀士出演
- NMB48村瀬紗英の麻雀ガチバトル!さえぴぃのトップ目とったんで!（2018年8月5日、TBSチャンネル1）
- 水曜日のダウンタウン（2018年8月22日、TBS） - 不思議ちゃんオーディションにてアルミホイルで作ったペットを飼う女で出演
- 志村&鶴瓶のあぶない交遊録2019（2019年1月2日、テレビ朝日） - USAなJK役[22]
- ゴッドタン 第7回飲み姿カワイイGP（2019年7月27日、テレビ東京）
- リアル脱衣麻雀（2019年9月 - 、EXスポーツ）
- 新春オールスター麻雀大会2020（2020年1月2日 - 3日、AbemaTV）[23]※テレビ朝日でも一部放送
- オザワナイト（2020年3月7日・14日、TBS）
- BOAT RACEプレミア ハートビートボート（2020年4月5日、BSフジ）[24]
- かなりんのトップ目とれるカナ？ #13（2020年10月10日、TBSチャンネル1）[25]
- 全力坂（2020年11月12日・25日、テレビ朝日）
- 最旬！トレンドサーチ（2020年12月5日 - 、BS-TBS）

### テレビドラマ
- 三匹のおっさん2〜正義の味方、ふたたび!!〜 第4話（2015年5月15日、テレビ東京） - みどりガールズ
- おかしな刑事 19 消えたライフルが狙う大臣狙撃計画!?（2019年1月13日、テレビ朝日・日曜プライム） - 坂之上華子 役
- 痴情の接吻 第6話 偏愛のはじまり…10年越しの三角関係（2021年8月28日、テレビ朝日） - ミキちゃん 役

### ラジオ
- くにまるジャパン（2013年8月23日・2014年1月10日・4月11日・2015年4月10日・2016年2月26日、文化放送） - クイズレストラン・ジャポネにゲスト出演
- POWER BAY MORNING（2016年11月9日・11月30日、Bayfm） - 「5minute」コーナーに出演
- GOGOMONZ（2017年3月22日、NACK5）[26][27][28][29][30][31]
- まるごとエンタメ〜ション（2019年2月21日、STVラジオ）[32] - ねば〜る君と一緒にゲスト出演
- 土曜朝6時 木梨の会。（2019年9月、TBSラジオ）　- ホリプロの松沢マネージャーと氣志團万博ダンサーオーディション出演
- Weekend Fun（2021年1月30日、レインボータウンFM） - ゲスト出演

### ウェブテレビ
- 大堀恵のLOVEクリニック〜身の下相談24時!#6（2014年1月27日、NOTTV）
- 麻雀最強戦2015 アシスタント争奪戦（2015年、ニコニコ生放送[33]）
- 6.16に決定!日テレジェニックを予想して10万円をもらおう!〜日テレジェニック＆ニコ生芸人オールスターズ 大予想会〜（2016年5月3日、ニコニコ生放送）
- 『ストリートファイターV』完成発表会（2016年2月11日、ニコニコ生放送）[34]
- お願い!ランキング（2016年6月3日、AbemaTV）
- ホリプロ イチオシ（2017年1月10日・24日・2月7日・21日・3月7日・21日、生テレ）
- まいぴょんのグラビアお勉強会、水着で生配信しちゃうかも（2017年1月17日・19日・22日・28日・2月3日・6日・16日・18日・20日、生テレ）
- AbemaTV お願い!超選挙（2017年6月9日、AbemaTV）
- モデルプレスナイト（2017年8月4日・2018年3月23日、ひかりTV×KawaiianTV）
- モヤモヤさまぁ〜ず2（配信オリジナル） しこしこさまぁ～ず#（2017年11月5日、ネットもテレ東、テレビ東京YouTubeチャンネル）
- ぴよぴよ！乙女麻雀スクール（2018年2月15日 - 、ニコニコ生放送・FRESH!）
- 芸能義塾大学（2018年3月16日、AbemaTV）[35]
- シノビマスター 閃乱カグラ NEW LINK WORLD2（2018年6月7日、ニコニコ生放送）
- シノビマスター 閃乱カグラ NEW LINK WORLD3（2018年12月6日、ニコニコ生放送）
- 【全日本○○グラドルコンテスト】アビリティ(2019年2月10日・17日・24日、AbemaTV) 第2回【全日本柔軟女王グラドルコンテスト】に出演
- 人間観察恋愛バラエティ ときめきトラベル（2019年8月6日 - 11月26日、AbemaTV）[36][37]
- 木梨の貝（GYAO!） - 氣志團万博ダンサーオーディション編、本編ステージ編など数回に渡り出演
- GⅠ開設66周年記念トーキョー・ベイ・カップ　豪華ゲストが出演！トークもたっぷの4日間生配信！（2020年10月5日 - 10日、YouTube）
- “ネオバズ”木曜日『ヒロミ・指原の“恋のお世話始めました”』（2020年11月19日、AbemaTV）[38]
- リアル脱衣麻雀（刺激ストロングチャンネル）

### 舞台
- 足長おじさん~ジュディ物語（2010年4月16日 - 24日、赤坂BLITZ） - ジュディ 役
- JUMP UP!!（2010年12月26日、銀河劇場）
- 女神座ATHENA 1st IMPACT「冬椿[39]」（2011年12月6日 - 8日、高田馬場ラビネスト） - 主演：アカネ 役
- 女神座ATHENA 2nd IMPACT「ぱぢゃまdeおじゃま?〜香洲女子寮物語〜[40]」（2012年4月28日 - 30日、高田馬場ラビネスト）
- アリスインプロジェクト「時空警察ヴェッカー1983」（2013年8月14日 - 18日、笹塚ファクトリー） - 空組：サポートドロイド・エル / L-1077 役
- 劇団アイドルリーグvol.1「怪人養成スクール・女子部[41]」（2014年3月7日 - 9日、築地本願寺ブディストホール） - ノッチー 役
- アリスインプロジェクト「エデンの空に降りゆく星唄[42]」（2014年8月13日 - 17日、新馬場・六行会ホール） - 熊乃原紗良 役

### イベント
- ホリプロ50周年イベント「サマーパーティー」（2010年8月24日、アトリエアプローズ）
- U.M.U AWARD 2010（2010年12月27日、銀河劇場）
- ご当地アイドルNO.1決定戦「U.M.U AWARD 2013」〜全国発信! 「1/47アイドル特区」宣言!!〜（2013年12月13日、原宿クエストホール）
- Silent Night ホーリー Night 〜聖こない夜〜（2015年12月22日、スクエア荏原ひらつかホール）
- 日野麻衣『あま～い』DVD・BD発売記念イベント（2016年7月10日、ソフマップアミューズメント館8Fイベントスペース）[43]
- アイドル横丁夏まつり!!〜2017〜（2017年7月8日、横浜赤レンガパーク）[44]
- 日野麻衣『I my me mime』DVD・BD発売記念イベント（2018年1月13日、ソフマップアミューズメント館8Fイベントスペース）[45][46][47]
- 日野麻衣『マイ・ウェイ』DVD・BD発売記念イベント（2018年5月12日、ソフマップアミューズメント館8Fイベントスペース）[48][49][50][51]
- 魔法のダイエット presents 芸能人女子フットサルリーグ2018-19 2月大会（2019年2月2日、フットサル台場）
- 第24回全国納豆鑑評会/第8回世界納豆まぜまぜ・のびのび選手権（2019年2月22日、札幌パークホテル）[52]
- 週プレ酒BAR（2019年5月13日、週プレ酒場）
- 魔法のダイエット presents 芸能人女子フットサルリーグ2018-19 6月大会（2019年6月9日、フットサル台場）
- 第２回サンスポGoGoクイーンオーディション　大磯ロングビーチ撮影会（2019年9月23日、大磯ロングビーチ）[53]
- 大貫彩香Birthday Party（2019年10月5日、新宿ネイキッドロフト）[54] - ゲスト出演
- ハロウィン！スペシャル大撮影会 in Booty東京!（2019年10月13日、Booty東京）[55]
- フレッシュ！スペシャル大撮影会 IN 洋館スタジオ（2019年12月7日、デルフィオーレ八王子）[56]
- 魔法のダイエット presents 芸能人女子フットサルリーグ2018-19（2019年12月8日、アディダスフットサルパーク川崎）[57]
- 日野麻衣『oh！ my honey』DVD/BD発売記念イベント（2020年1月18日、ソフマップAKIBA1号店 サブカル・モバイル館6Fイベントスペース）[58][59]
- 青山すこやか本舗presents 魔法のダイエット ステラＦリーグ2020シーズン第1節（2020年3月1日、アディダスフットサルパーク川崎）[60]
- 青山すこやか本舗presents 魔法のダイエット ステラＦリーグ2020シーズン第2節（2020年9月13日、アディダスフットサルパーク横浜金沢）[61]
- フレッシュスペシャル大撮影会 in 稲毛海浜プール（2020年9月26日、稲毛海浜プール）[62]
- 青山すこやか本舗presents 魔法のダイエット ステラＦリーグ2020シーズン第3節（2020年11月7日、アディダスフットサルパーク聖蹟桜ヶ丘）[63]
- 青山すこやか本舗presents 魔法のダイエット ステラＦリーグ2020シーズン12月大会（2020年12月6日、アディダスフットサルパーク横浜金沢）[64]

## 書籍

### 雑誌
- YA＃グラドル自画撮り部活動記録（2014年6月27日発売、白泉社）- ヤングアニマル2014年　No.13号 別冊付録
- キヤノン EOS 7D Mark II マニュアル（2014年10月28日発売、日本カメラ社）ISBN 978-4817943439
- RUDO 2015年9月号（2015年6月24日発売、マガジン・マガジン） ASIN: B00XVN21GO
- 近代麻雀 2015年12月1日号（2015年11月1日発売、竹書房）
- 近代麻雀 2016年1月1日号（2015年12月1日発売、竹書房） - DVDにアシスタントプロへの道が収録
- 月刊キスカ 2016年7月号（2016年6月8日発売、竹書房）
- ドカント7月号（2016年6月16日発売）
- EX MAX! 2016年8月号（2016年6月26日発売、ぶんか社）
- 月刊キスカ 2016年9月号（2016年8月8日発売、竹書房）- 付録DVD 暑中お見舞い!! グラビアアイドル競演 32人 70分
- BOMB 2017年10月号（2017年9月8日発売、学研プラス） ASIN:B074BK926C
- TRAINING GIRLS（2021年4月1日発売、玄光社）